# الزمرة الدموية بومباي
الزمرة الدموية بومباي تم اكتشافها وتصنيفها لأول مرة كفصيلة دم نادرة في مدينة بومباي في الهند.
وأن حاملي هذه الفصيلة يعمدون إلى التبرع بدمائهم لدى فروع بنك الدم من تخزينها لهم كرصيد احتياطي من الدم للاستفادة منه وقت حاجتهم اليه لعدم توافرهذة الفصيلة.
وأن هذه الفصيلة الدموية تعتبر نادرة على مستوى العالم وقد توجد بنسبة تراوح بين 1و3 لكل مليون نسمة. وأنه على مستوى قارة أمريكا اللاتينية تم اكتشاف سبعة أشخاص فقط يحملون هذه الفصيلة، وسجلت الإدارة العامة للمختبرات وبنوك الدم في وزارة الصحة ثلاثة أشخاص في المملكة العربية السعودية يحملون هذه الفصيلة وان المريض الذي يحمل فصيلة دم «بومباي جروب» لا يقبل نقل الدم إليه مطلقاً سوى من الفصيلة نفسها بخلاف بعض الأشخاص الذين يحملون الفصائل الدموية النادرة الأخرى، حيث من الممكن أن تتقبل نقل الدم من فصيلة أخرى مع حدوث بعض الأعراض بسبب اختلاف فصيلة الدم ويعود السبب في ذلك إلى أن نظام H في تحديد فصائل الدم يحتوي على نوعين من الجينات الأول H والذي يتواجد في فصيلة الدم O وهو الجين السائد ويفرز المستضاد (الأنتيجين) والذي يتحد مع نوع معين من السكريات إلى المستضاد A في فصيلة الدم A وغيرها من الفصائل المعروفة، أما الجين الثاني H فهو الجين المتنحي ولكي يظهر يجب أن يتواجد في صورة HH لينتج عن ذلك ظهور فصيلة «بومباي» التي يرمز لها بـ Oh، مضيفاً أنه باستخدام الطريقة الاعتيادية لتحديد فصيلة الدم يتم تصنيفها كفصيلة O وهي تتميز بوجود مضاد H في السيرم والذي يتفاعل بقوة مع خلايا الدم الحمراء لفصيلة الدم O ويسبب تخثرها ويعمل على درجة حرارة تراوح بين 4و37 درجة مئوية كما أنه يتفاعل مع الخلايا الحمراء في فصائل الدم A-B-AB بدرجة أقل.